# Wonosari (Kebumen)
Wonosari is een bestuurslaag in het regentschap Kebumen van de provincie Midden-Java, Indonesië. Wonosari telt 4603 inwoners (volkstelling 2010).